# Weigela floribunda
Weigela floribunda är en tvåhjärtbladig växtart som först beskrevs av Sieb. och Zucc., och fick sitt nu gällande namn av Carl Anton von Meyer. Weigela floribunda ingår i släktet prakttryar, och familjen Diervillaceae. Utöver nominatformen finns också underarten W. f. versicolor.

## Bildgalleri

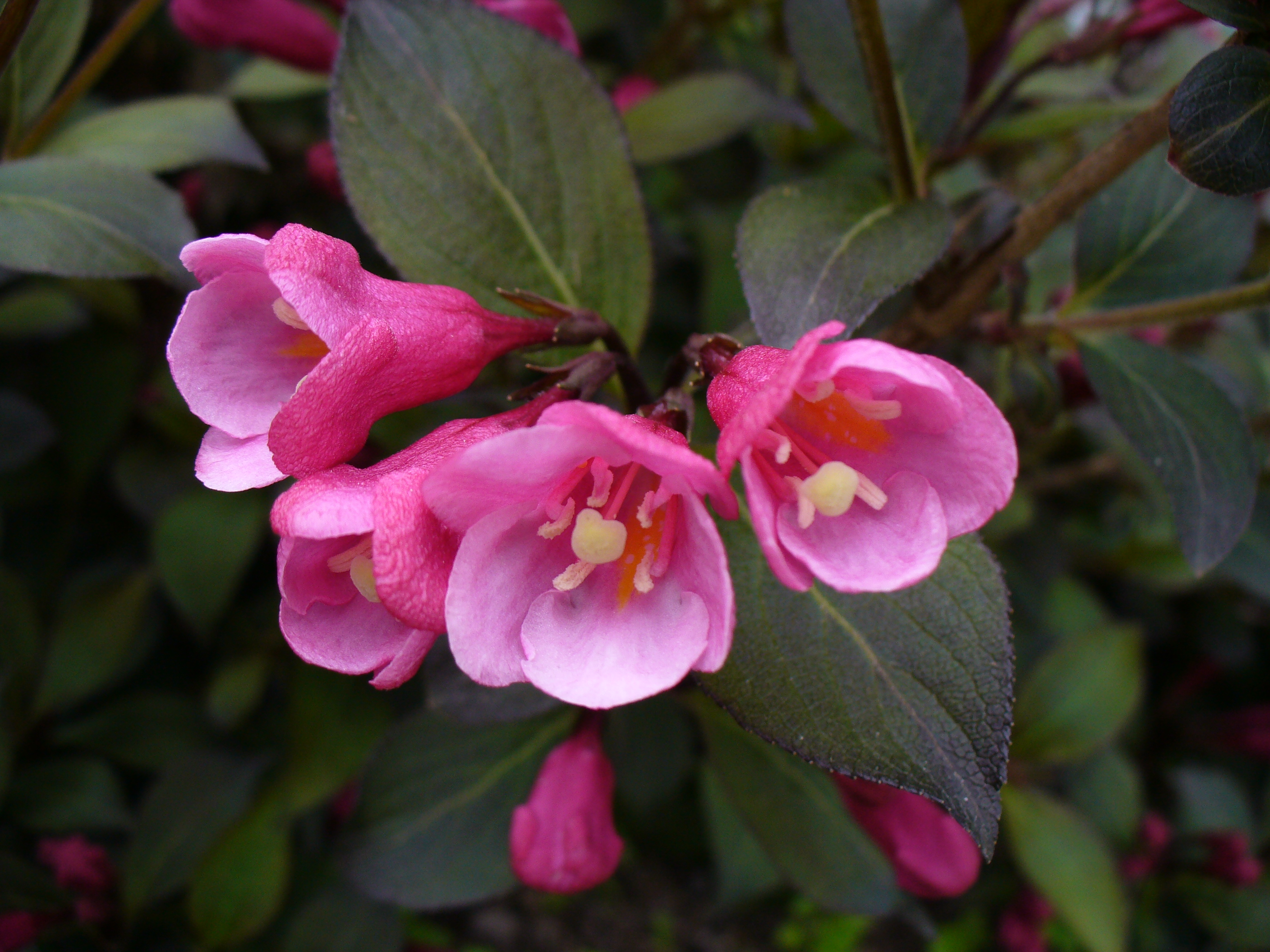
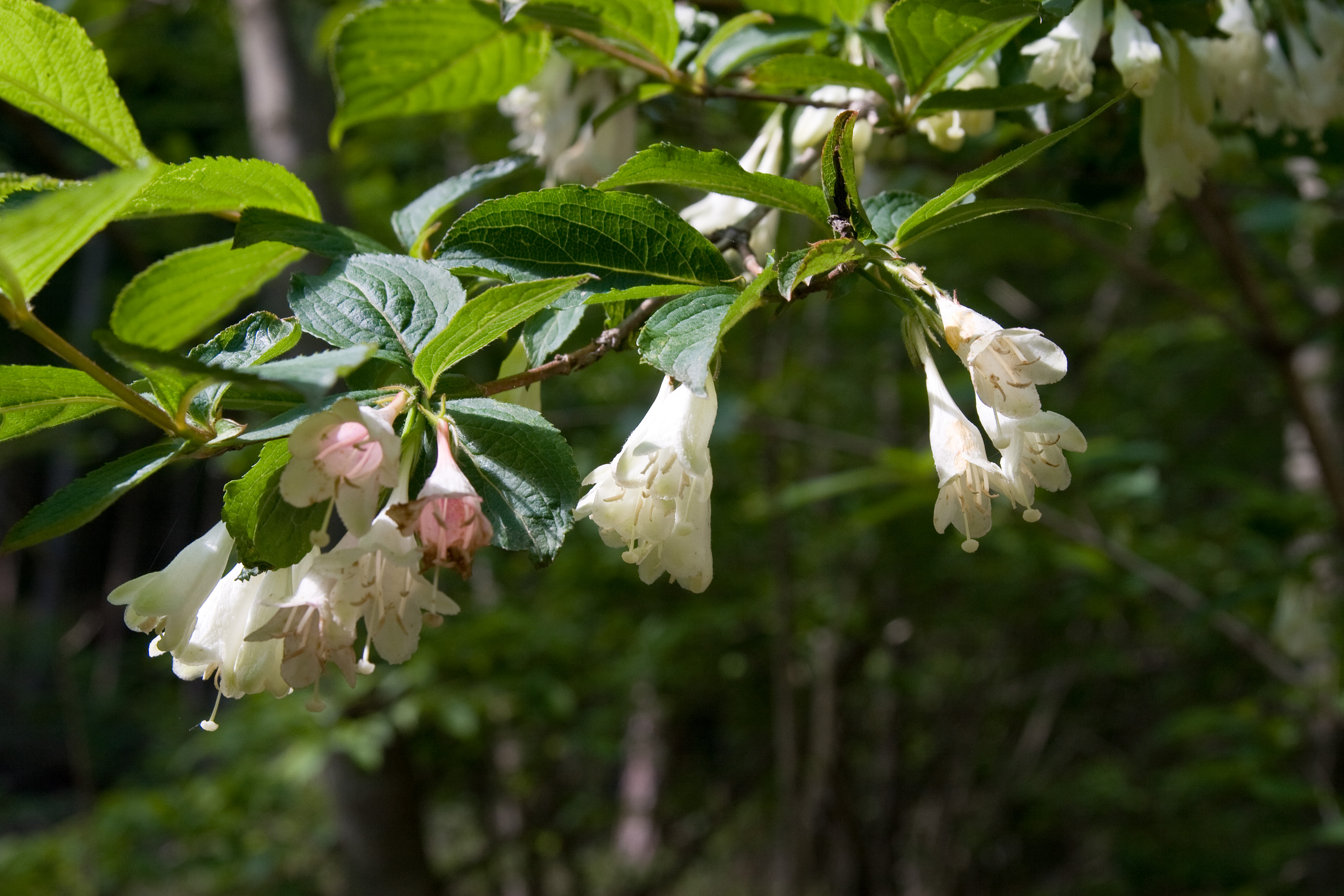
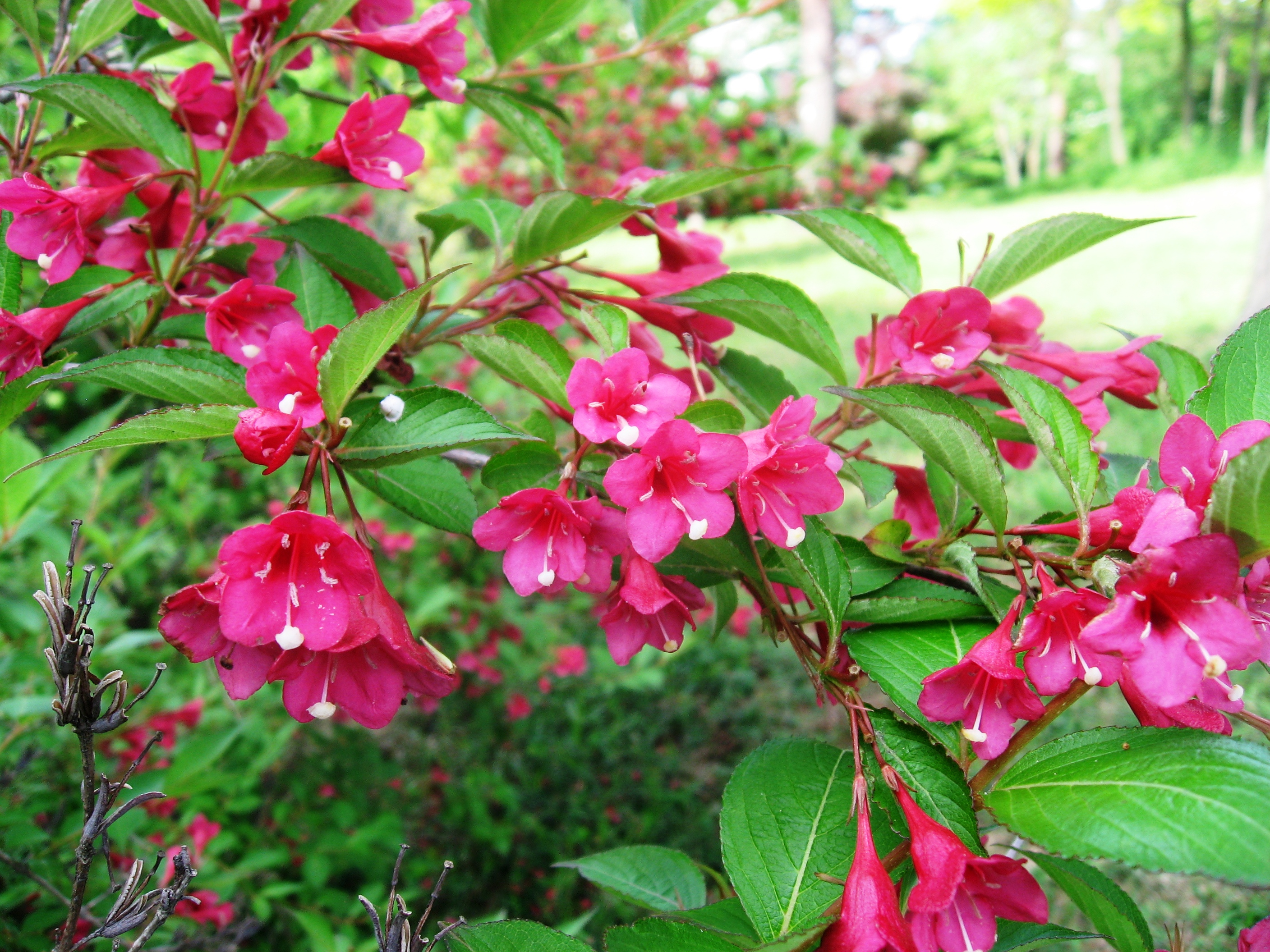
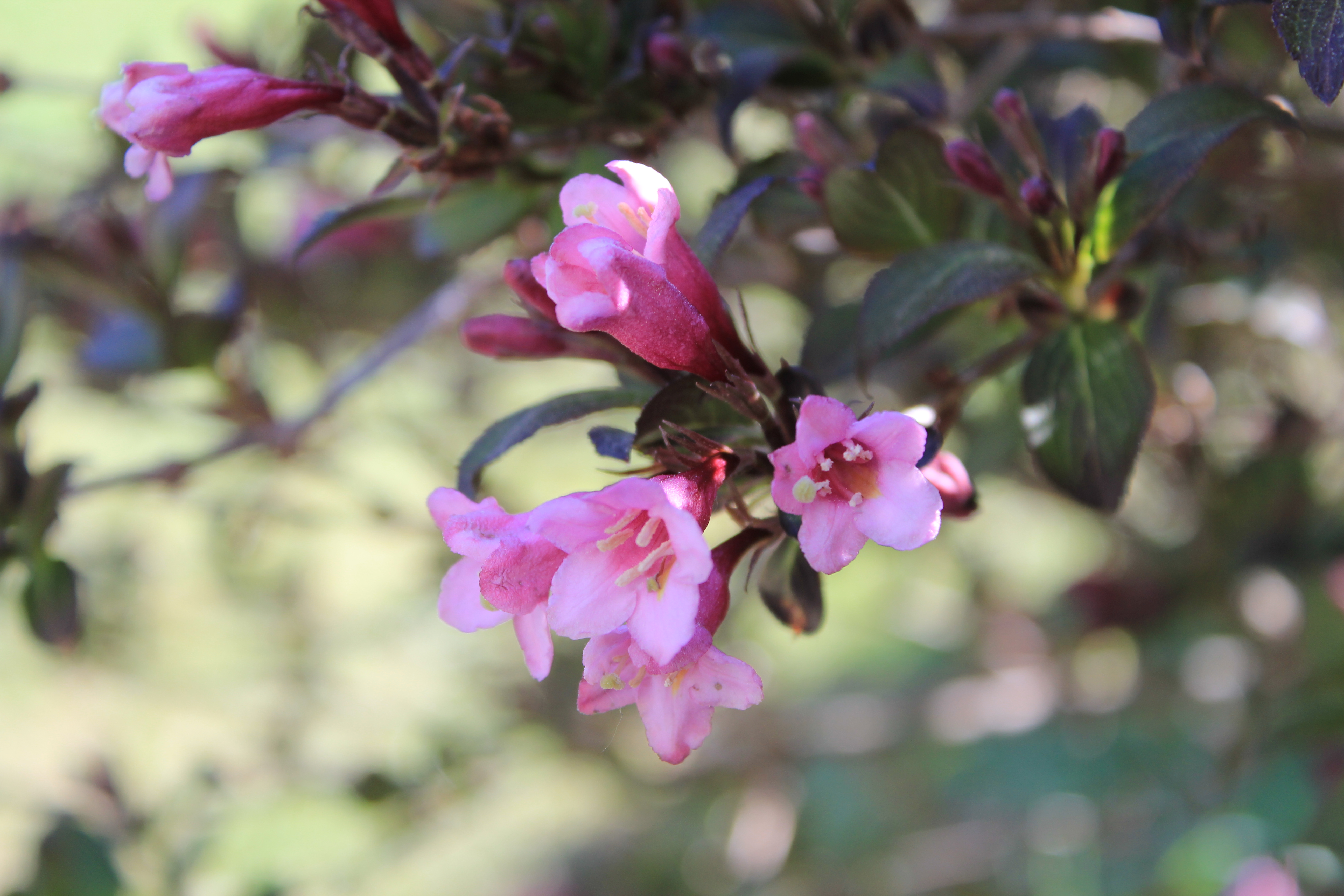
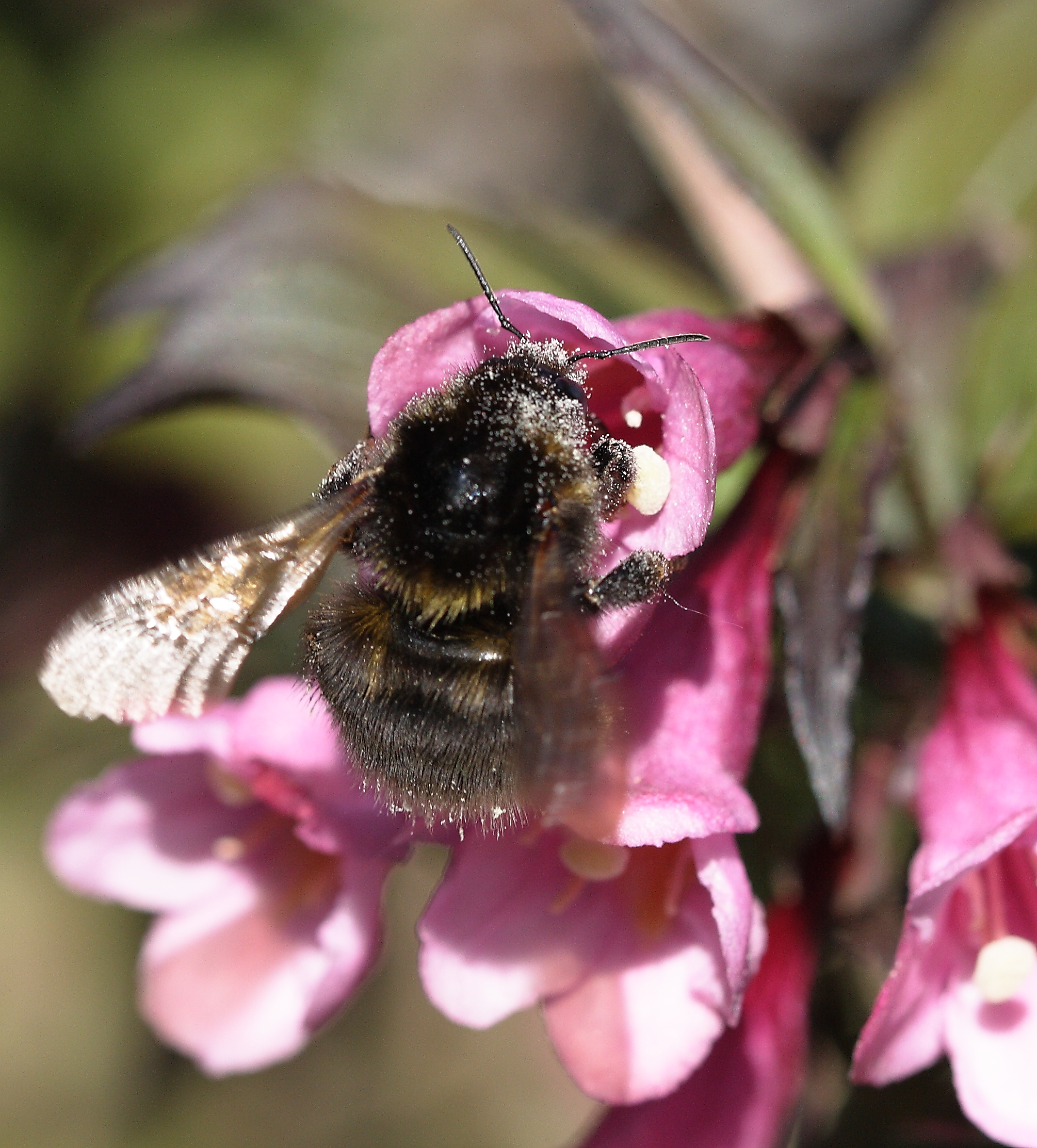